# Ан Хеч
Ан Селест Хеч или Хечи (на английски: Anne Celeste Heche) е американска актриса.

## Детство
Родена е в град Орора, щата Охайо, на 25 май 1969 г. Тя е 5-то дете на Нанси Хеч и Доналд Джозеф Хеч. През 1983 г. баща ѝ умира от СПИН.

## Кариера
От 1987 до 1991 г. Хеч играе Вики Хъдсън / Марли Лъв в сапунената опера „Един друг свят“. Хеч печели Еми за тази роля в категория „Най-добра млада актриса в драматичен сериал“.
Става известна в края на 90-те години и началото на 21-ви век с филми като „Дони Браско“ (1997), „Вулкан“ (1997), „Знам какво направи миналото лято“ (1997), „Да разлаем кучетата“ (1997), „Психо“ (1998), „Шест дни, седем нощи“ (1998), „Завръщане в Рая“ (1998), „Джон Кю“ (2001) и „Раждане“ (2004).
От 2006 до 2008 г. играе главната роля в сериала „Едно момиче в Аляска“. По-късно играе Джесика в „Увиснал“ от 2009 до 2011 г.
Хеч също се занимава с озвучаване, изпълнявайки гласовете на Лоис Лейн в „Супермен: Страшният ден“ (2007), Черешова сода във „Време за приключения“ (2013 – 2015) и Суйин Бейфонг в „Легендата за Кора“ (2014).

## Личен живот
Имала е връзки с Елън Дедженеръс (1997 – 2000) и Коулман Лафуун (2001 – 2007), с когото имат един син. От 2007 г. има връзка с канадския актьор Джеймс Тъпър. На 7 март 2009 г. им се ражда син. Хеч и Тъпър се разделят през януари 2018 г.

## Смърт
Хеч катастрофира на 5 август 2022 г. Колата ѝ се забива в двуетажна къща, в резултат на което избухва пожар, от който актрисата получава сериозни изгаряния. През следващите няколко дни е в критично състояние в болница в Западен Холивуд. На 11 август роднините ѝ вземат решение за изключване животоподдържащите системи на Хеч, тъй като лекарите установяват, че Хеч е в състояние на мозъчна смърт. Ан Хеч умира на 53 години на 12 август 2022 г.